# Demetrio de Estrigonia
Demetrio (en húngaro: Demeter / Dömötör) (? – 20 de febrero de 1387) cuadragésimo arzobispo de Estrigonia, tesorero real, custodio del sello real y canciller húngaro.

## Biografía
Se desconoce el origen de la familia de Demetrio, pero si bien no pertenecía a la aristocracia, se crio junto al príncipe Luis de Anjou de Hungría, el posterior rey Luis I. En 1356 se convirtió en guardián del sello real, luego en 1359 tesorero real. En esta misma época también comenzó su carrera eclesiástica: siendo nombrado canónigo de Pécs y en 1363 prepósito de Eger, y en 1364 el papa Urbano V lo nombró obispo de Sirmia, siendo solamente un subdiácono.
El 1 de abril de 1365 ocupó su cargo definitivamente y el 28 de junio de 1368 fue transferido a la cabeza del obispadod e Transilvania por órdenes papales, donde fue sustituido por el conocidoc ronista Juan de Küköllő, ya que Demetrio se quedó en la corte del rey. Durante su oficio como obispo de Transilvania construyó un claustro para la orden paulina, restaurando otro en Szenterzsébet, el cual también se lo otorgó a dicha orden religiosa húngara. El 23 de enero de 1376 el papa Gregorio XI lo nombró obispo de Zagreb, pero luego de esto tampoco tuvo que marcharse de la corte, donde obtuvo el cargo de canciller que portó hasta su muerte.
El 16 de agosto de 1378, el papa Urbano VI lo nombró arzobispo de Estrigonia y el 18 de octubre cardenal. Como cardenal no visitó Roma, lo que permitió que el papa lo nombrase embajador papal en Hungría. Como arzobispo, Demetrio enterró a Luis I de Hungría el 16 de septiembre de 1382 en Székesfehérvár, y al día siguiente coronó a su hija como la reina María I de Hungría. En 1384 acompañó a Polonia a la posteriormente canonizada Eduviges de Anjou de Hungría, la hermana menor de la reina María. Su misión fue que ésta ocupase el trono Polaco y se casase con el Duque Lituano Jagellón.
Posteriormente, luego de que el joven Segismundo de Luxemburgo no pudiese obtener el trono húngaro a través de su prometida la reina María, una facción de la nobleza húngara llamó al reino a Carlos III de Nápoles, familiar lejano del fallecido Luis I de Hungría, quien había vivido varias décadas en el reino húngaro. De esta manera, el 31 de diciembre de 1385 Demetrio lo coronó como Carlos II de Hungría en presencia de la reina María y su madre la reina viuda Isabel. Sin embargo a los pocos meses el nuevo rey fue asesinado por partidarios de las reinas y Segismundo pudo regresar al reino (lo que no resultó del agrado de las reinas). Demetrio falleció poco tiempo antes de que Segismundo fuese coronado como rey de Hungría por el nuevo arzobispo de Estrigonia Juan de Kanizsa.